# Ola Engelmark
Ola Ronny Engelmark, född 14 september 1956 i Botsmark i Sävars församling i Västerbotten, är en svensk biolog, forskare och författare.

## Biografi
Engelmark är biolog och disputerade 1987 i skoglig vegetationsekologi vid Sveriges Lantbruksuniversitet. Han har arbetat vid Ajtte Svenskt fjäll- och samemuseum i Jokkmokk, Umeå universitet, där han antogs som docent 1998, och Université du Québec à Montréal i Canada. Hans forskning har varit inriktad på olika aspekter av skogsekologi som störningar av skogsbrand, insektsangrepp och klimatförändringar men också effekter av främmande trädslag, invasiva arter och annat kopplat till skogsbruk. Hans internationella forskningsutbyte resulterade i en serie av samlingsvolymer i bland annat Journal of Vegetation Science, Forest Ecology and Management och EcoScience åren 1993 till 2006.
Åren 1999–2006 var Engelmark direktör och chef för Institutet för Ekologisk Hållbarhet och 2007–2010 VD för forskningsstiftelsen Stiftelsen för miljöstrategisk forskning.
Engelmarks författarskap vid sidan av forskningen är inriktat på skog och ekologi, hållbart och nytänkande skogsbruk.
Engelmark utsågs till Årets miljösvensk 2019 av tidskriften Fokus för ett ”självständigt tänkande i skog, skogsbruk som förändrar Sverige till det bättre”. År 2020 tilldelades Engelmark Julpriset av Samfundet de Nio.
Engelmark är ledamot i Kungliga Skytteanska Samfundet.